# Beuvange-sous-Saint-Michel
Beuvange-sous-Saint-Michel (lothringisch: Biwwénge) ist ein Ortsteil von Thionville, im Département Moselle in der Region Grand Est (bis 2015 Lothringen).

## Geschichte
Weitere Schreibweisen lauteten: Bovenga (1033); Bovingen (1131); Bovange (1606); Bevange-sous-le-Mont-Saint-Michel,  Buvange-soubs-Saint-Michel (1718), Beuvange-Saint-Michel (1801); Bevingen vor Sankt Michel (1871–1918).

1811 wurde Beuvange nach Volkrange eingemeindet, dann 1969 wurde der Ort nach Thionville eingemeindet.

### Bevölkerungsentwicklung
| Jahr      | 1793 | 1800 | 1806 |
| Einwohner | 275  | 325  | 221  |